# ヨシコン
ヨシコン株式会社は、静岡県静岡市葵区に本社を置く、総合街づくり企業。

## 会社概要
1949年創業。1969年に会社を設立。創業者は吉田茂。静岡県を拠点として事業を行っている東証スタンダード上場企業の一つであり、証券コードは5280である。
扱う事業内容は主に、不動産の売買・賃貸借、宅地開発、建築工事の設計、コンクリートを始めとする建築資材の販売などが挙げられる。また、ヨシコングループとして、株式会社ワイシーシー、株式会社YCF、東海道リート・マネジメント株式会社、株式会社YCA、株式会社YCKを置く。
近年は、創業事業であるコンクリート二次製品事業から、建築部材事業・環境事業を強化しており、脱土木・脱コンクリートの流れが加速している。不動産事業でも、分譲マンション事業のみならず、静岡県内のデベロッパー(property developer)として、宅地造成事業・商業開発事業・再開発事業を行っている。2006年には静岡県内に本社を置く企業では初となる信託受益権販売業（現第二種金融商品取引業）の登録も行い、不動産流動化業界への参入も図っている。この不動産事業の収益が、創業事業のコンクリート製造を大きく上回ったことから、2016年には所属業種がガラス・土石製品から、不動産に変更されている。

## 登録免許
- 宅地建物取引業者 - 国土交通大臣（3）第8337号
- 一級建築士事務所 - 静岡県知事登録（6）第4675号
- 一般不動産投資顧問業 - 国土交通大臣 第875号
- 第二種金融商品取引業 - 東海財務局長（金商）第89号
- 賃貸住宅管理業　国土交通大臣（2）第18号
- 建設業許可票　静岡県知事登録（特-29）第19215号
- 建設業許可票　静岡県知事登録（般-29）第19215号
- マンション管理業 - 国土交通大臣(4)第051287号

## 加盟協会
- （公社）静岡県宅地建物取引業協会
- （一社）静岡県都市開発協会
- （一社）マンション管理業協会

## 沿革
- 1949年 - 吉田茂がヨシコンの前身である吉田コンクリート工業所を創業。
- 1961年 - 静岡県志太郡大井川町（現・焼津市）利右衛門に本社及び本社工場を新設。
- 1969年 - 吉田コンクリート工業株式会社を設立。
- 1986年 - 吉田コンクリート工業株式会社が、遠州レミコン工業株式会社と合併し、社名をヨシコン株式会社と改称。
- 1993年 - JASDAQ（当時の名称は日本証券業協会）に同社株式を店頭登録。
- 2006年 - 本社を静岡市葵区常磐町に移転。
- 2010年 - 東京事務所開設。
- 2016年 ‐ JASDAQにおける所属業種が、ガラス・土石製品から、不動産に変更となる。
- 2019年 - 代表取締役会長に吉田立志が就任、代表取締役社長に吉田尚洋が就任。
- 2019年 - 株式会社YCKを設立
- 2021年 - 東海道リート投資法人設立・上場。
- 2022年 - 東京証券取引所　スタンダード市場に市場を変更。

## 不動産開発事業実績
- 袋井市 袋井IC前（約53,000坪）工業施設・商業施設誘致
- 静岡市清水区 JR草薙駅前（約1,700坪） 学校施設・学生用マンション誘致

## 分譲マンション供給実績
- エンブルデアーナ三島駅
- エンブルクロス藤枝
- エンブルアルビオ富士中央
- エンブル・パーク＆レジデンス駿河池田